# Xã Upper Darby, Pennsylvania
Xã Upper Darby (tiếng Anh: Upper Darby Township) là một xã thuộc quận Delaware, tiểu bang Pennsylvania, Hoa Kỳ. Năm 2010, dân số của xã này là 82.795 người.